# 金世煐
金世煐（韓語：김세영，1993年1月21日—），韓國女子職業高爾夫球運動員，曾5度於韓國LPGA巡迴賽及12度於美國LPGA巡迴賽奪冠。她在2018年桑伯里溪LPGA精英賽創下72洞最低杆數和低標準杆31杆的記錄。

## 外部連結
- 金世煐在LPGA巡回赛官方网站
- 金世煐在女子高爾夫世界排名官方網站